# Sakuna: Of Rice and Ruin
Sakuna: Of Rice and Ruin (天穂のサクナヒメ?, Tensui no Sakuna-hime, letteralmente "Principessa Sakuna delle Spighe di riso Celestiali") è un videogioco sviluppato dalla giapponese Edelweiss e pubblicato nel 2020 da Marvelous per Nintendo Switch, PlayStation 4 e Microsoft Windows. Il gioco è stato pubblicato il 10 novembre in Nord America, il 12 novembre in Giappone, ed il 20 novembre in Europa ed Australia.

## Trama
Il gioco ha come protagonista Sakuna, una giovane dea guerriera del raccolto molto viziata, esiliata con il suo cucciolo Tama e un gruppo di umani nell'Isola dei Demoni; questi umani sono infatti entrati nel Reame Elevato, la residenza degli dei, e vi hanno causato numerosi problemi nonostante Sakuna avesse cercato di fermarli. Non potendo rimandare a casa gli umani, Kamuhitsuki, la dea suprema, incarica Sakuna di proteggerli, e al tempo stesso di ripulire l'isola dai demoni, almeno finché gli umani possono tornare a casa.

## Personaggi
- Sakuna (サクナヒメ?): è il personaggio principale del gioco, ed è figlia del dio della guerra Takeribi e della dea del raccolto Toyohana. Dopo aver vissuto gran parte della sua vita oziando nella capitale, a causa di uno sfortunato evento viene esiliata a Hinoe, l'Isola dei Demoni.
- Tama (タマ爺?): è un piccolo incrocio tra un drago e un leone. Appartiene alla famiglia di Takeribi e si è occupato di Sakuna in assenza dei suoi genitori. La sua vera forma è la Spada di Hoshidama, la più forte spada santa della terra; essa si è però sfortunatamente rotta a metà durante la battaglia col perfido dio Omizuchi, rendendo Tama incapace di trasformarsi.
- Kokorowa (ココロワヒメ?): è la migliore amica di Sakuna, ed è una dea di alto rango che vive nella capitale.
- Lady Kamuhitsuki (カムヒツキ?): è la dea che regna su tutte le divinità di Yanato, ed è la personificazione vivente dell'Albero della Creazione, fonte di ogni cosa.
- Tauemon (田右衛門?): nome completo Katsura Uemon-no-jou Mizuki-no-ason Takamori, è un samurai umano che, dopo aver disertato, ha perso il diritto di tornare alla sua nobile dimora e da allora vive come un bandito. Tauemon ha una passione per la lavorazione dei campi e per la coltivazione del riso, nonché per la produzione di fertilizzante.
- Yui (ゆい?): una giovane ragazza, all'apparenza gentile ed educata, ma anche furba ed intelligente. È abile nell'uso del telaio e nella realizzazione di abiti per Sakuna.
- Kinta (きんた?): un orfano di guerra che ha perso i suoi genitori ed è stato separato dalla sorella maggiore. Possiede un talento naturale per l'artigianato, e si occupa della forgiatura di armi ed utensili per Sakuna.
- Myrthe (ミルテ?): una missionaria straniera arrivata a Yanato per predicare gli insegnamenti di Formos.
- Kaimaru (かいまる?): figlio di un capo dei bandito, è ora nelle cure di Tauemon, e ha perso la capacità di parlare a causa di alcuni eventi nel suo passato.
- Ashigumo (アシグモ?): sono una tribù nativa guerriera antropomorfa di Hinoe; tra questi, un'Ashigumo in particolare si ritiene particolarmente indebitato al nobile padre di Sakuna.
- Ishimaru (石丸?): un bandito dello stesso gruppo di Tauemon.

## Doppiaggio
| Personaggio | Doppiatore     | Doppiatore       |
| ----------- | -------------- | ---------------- |
| Sakuna      | Naomi Ōzora    | Laura Post       |
| Tama        | Takashi Narumi | Frank Todaro     |
| Kokorowa    | Rika Kinugawa  | Stephanie Sheh   |
| Kamuhitsuki | Miwa Kohinata  | Cindy Robinson   |
| Tauemon     | Ryota Yano     | Patrick Seitz    |
| Myrthe      | Hikari Kubota  | Carrie Keranen   |
| Kinta       | Soma Maeda     | Bryce Papenbrook |
| Yui         | Aoi Koga       | Megan Harvey     |
| Kaimaru     | Rika Momokawa  | Faye Mata        |
| Ashigumo    | Riki Kagami    | Joe Zieja        |
| Ishimaru    | Yuji Kameyama  |                  |

## Accoglienza
| Testata                                | Versione | Giudizio |
| -------------------------------------- | -------- | -------- |
| Metacritic (media al 31 dicembre 2020) | NS       | 80/100   |
| Metacritic (media al 31 dicembre 2020) | PC       | 81/100   |
| Metacritic (media al 31 dicembre 2020) | PS4      | 78/100   |
| Destructoid                            | -        | 7/10     |
| Game Informer                          | -        | 7,5/10   |
| Hardcore Gamer                         | -        | 4/5      |
| Nintendo Life                          | NS       | 7/10     |
| PlayStation Official Magazine          | PS4      | 8/10     |
| Push Square                            | -        | 7/10     |
| RPGFan                                 | -        | 85/100   |

Sakuna: Of Rice and Ruin ha ricevuto recensioni generalmente favorevoli secondo l'aggregatore di recensioni Metacritic. È stato un successo commerciale, con più di 850 000 unità vendute al gennaio 2021.